# Monte San Basilio
Monte San Basilio è un'antica struttura di epoca greca che prende il nome dall'omonimo monte in cui è collocata, nel territorio di Lentini seppur vicinissimo a Scordia. Per quanto non vi sia un nome ufficiale, alcuni identificano il sito impropriamente con Colonne di San Basilio.

## Il sito
L'area sommitale del monte mostra tracce di un antico insediamento già dalla preistoria con evidenti fori di capanna probabilmente riconducibili alla Cultura di Castelluccio.

Poco distante sorge la struttura imponente scavata nella roccia calcarea e con un'estensione di 18x16 metri e ben 32 colonne atte a sorreggere delle lastre in pietra. Parte della struttura è crollata ma restano ancora in piedi molte colonne.
L'imponenza del monumento richiamò l'attenzione del viaggiatore Jean Houel che ne tracciò degli schizzi nel 1777 nonché un'interessante testimonianza scritta:
Non ho potuto rappresentare questo luogo sotterraneo-una specie di scantinato-se non mostrando nello spaccato. La sua pianta è quadrata. Guardate A nella parte in basso della stampa. Vi si discende da una scala B, che si scorge nell'angolo a destra, attraverso i pilastri conclusi da elementi lapidei che sostengono grandi pietre. Queste, imitando le travi, sorreggono delle piccole pietre che si alternano ad esse. Molte lastre mancano, e io raffiguro l'insieme nello stato di degrado in cui è pervenuto. C'è una grande porta, un ridotto in cui si vedono ancora delle pitture: vi si celebrava la messa nel periodo in cui devoti di San Basilio occupavano questo luogo.

Ho inserito nella stampa la pianta dell'edificio con il proposito di dare un'idea esatta della sua forma e dei suoi dettagli: D è  il posto in cui si celebrava la messa. Si vede chiaramente un sarcofago nel luogo contrassegnato con E, la cui entrata è ricurva. Credo tuttavia che i sarcofagi scavati nella pietra siano posteriori al tempo in cui l'edificio fungeva da serbatoio, e che siano stati realizzati dopo la trasformazione in chiesa.

Sono convinto che l'edificio fosse in origine una magnifica cisterna; ma ciò non deve stupire: gli antichi amavano dare a tutto ciò che creavano delle belle forme e sapevano abbinare la solidità al buon gusto.

Alla base di questa montagna si ritrovano ancora delle vaste grotte, di cui una parte è adibita a sepolcri. Ciò prova che questo era il sito di una città. Lo testimoniano le dimore appena descritte che, presenti sulla cima della montagna, ne costituivano la parte principale.»
(Jean-Pierre Houel)

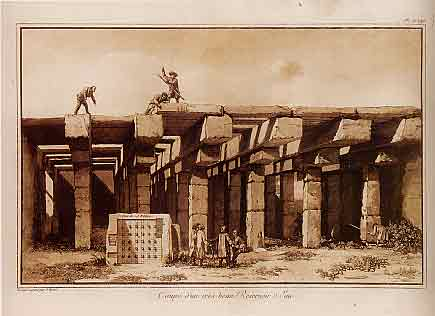
Rappresentazione di Jean Houel

Ma fu poi l'archeologo Paolo Orsi a indagare per primo la possibile funzione. Egli ipotizzò un uso come cisterna per l'approvvigionamento delle acque, utilizzate dai soldati presenti nell'area fortificata. Lungo il monte infatti sono visibili i resti di fortificazioni di epoca greca che lasciano immaginare un uso prettamente militare dell'area da cui si domina la piana di Catania e la città di Lentini. 
La struttura venne successivamente riutilizzata dai bizantini che la convertirono in chiesa. Difatti sono visibili alcune tracce di affresco in alcune colonne, seppure ormai non leggibili.
In tutta l'area sono visibili diverse strutture ipogeiche di non chiaro utilizzo e un piccolo tempio di Demetra e Kore.

## Altre ipotesi
Dopo Paolo Orsi il sito non è più stato oggetto di rilievi archeologici e per questa ragione sono scarse le informazioni. Tuttavia è anche ipotizzabile una funzione diversa della struttura, non come vasca ma come granaio. 

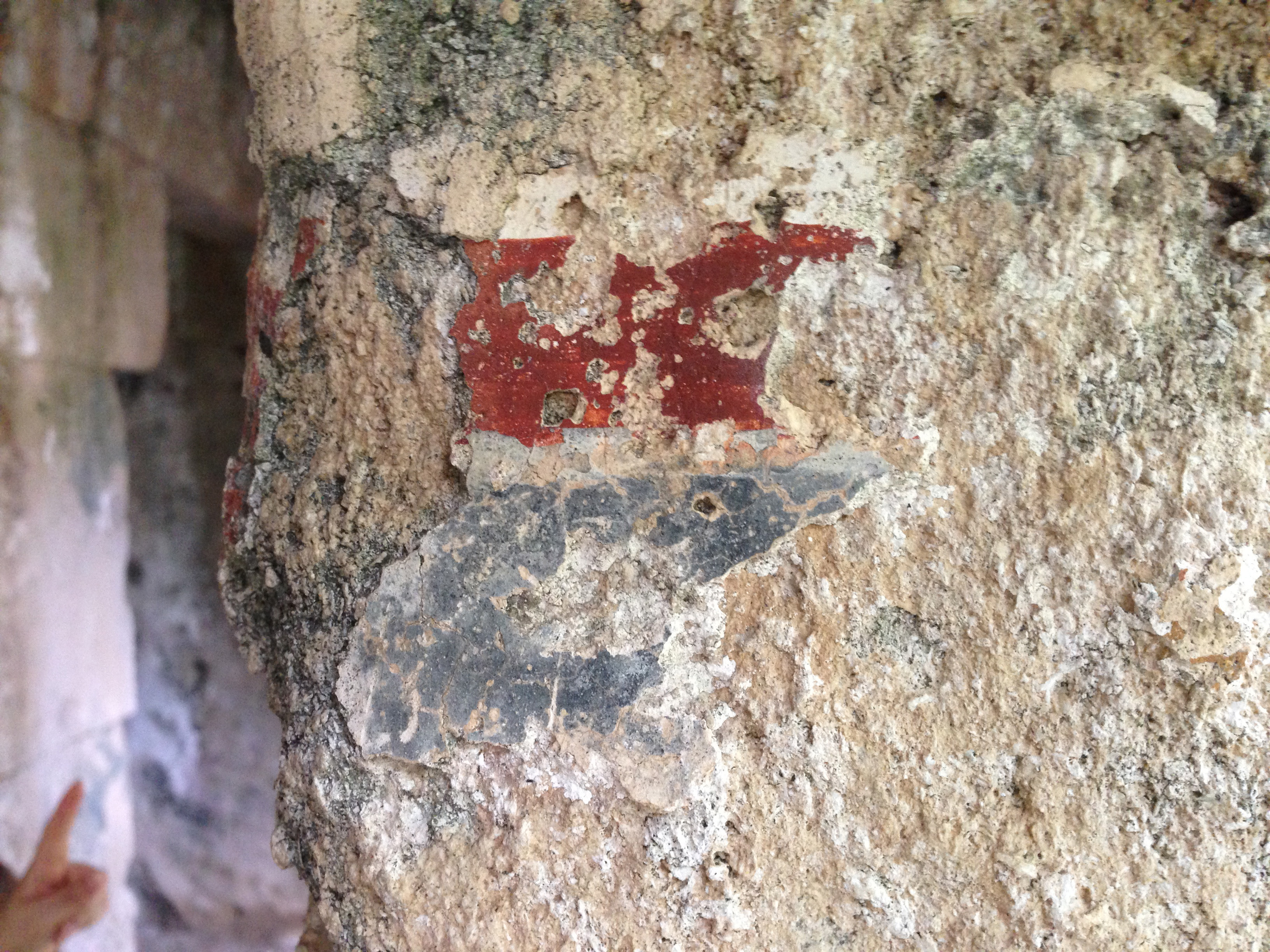
Tracce di affresco in una colonna

Il sito viene spesso associato all'antica Brikinnai citata da Tucidide ne La guerra del Peloponneso. Tuttavia l'assenza di elementi oggettivi e di rilievi archeologici non permette alcuna certezza.

## Stato del sito
Attualmente l'area è in completo stato di abbandono dato che si trova all'interno di una proprietà privata e di conseguenza non è neanche indicato da cartelloni turistici. Pertanto non sussiste nessuna forma di protezione né interventi di messa in sicurezza, all'interno del sito infatti cresce una folta vegetazione che impedisce la fruizione e alcune delle travi sono a rischio di crollo. Evidenti sono anche le tracce di scavi illegali compiuti in tutto il monte.

## Galleria d'immagini

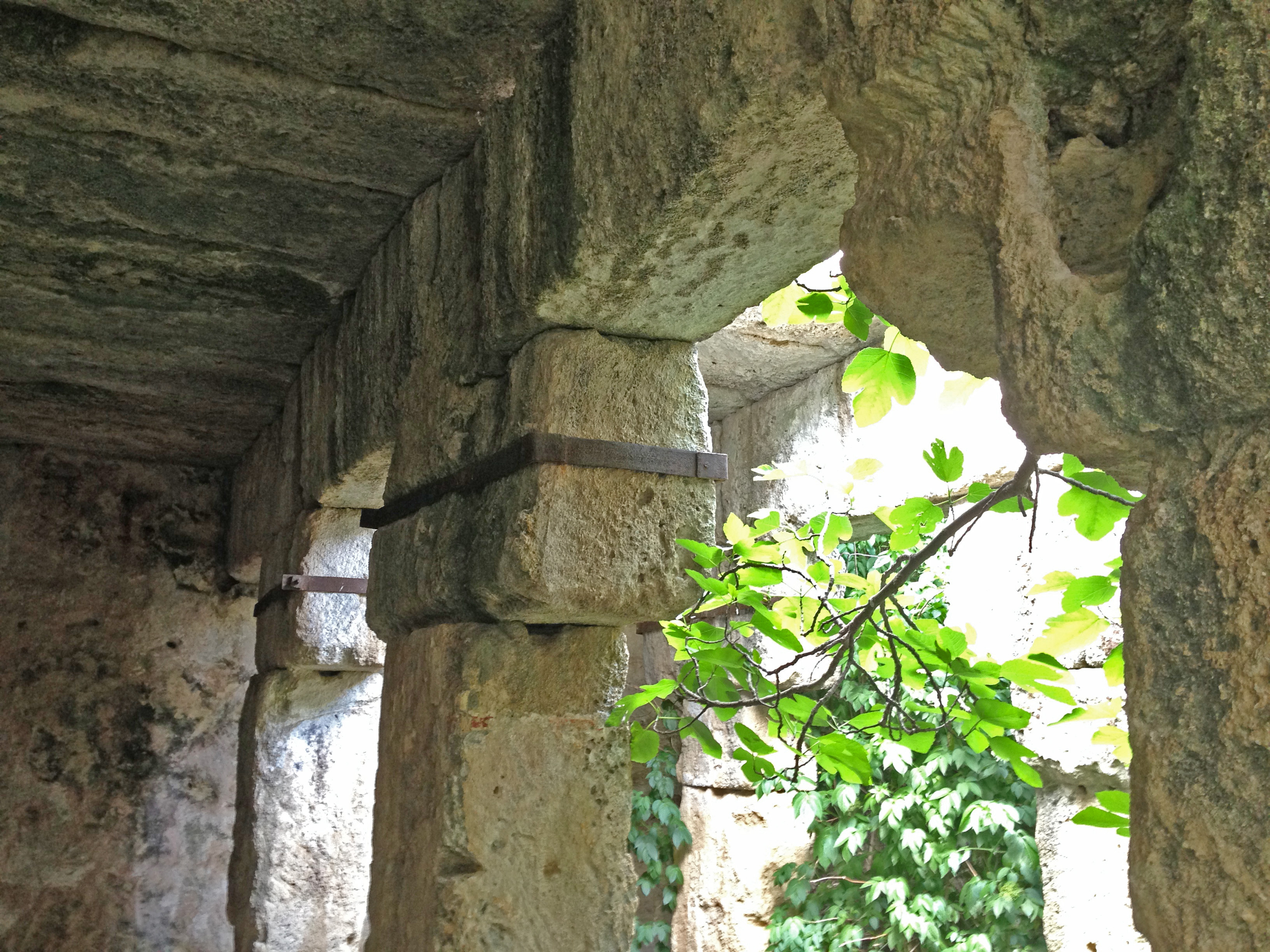
Colonna e tetto
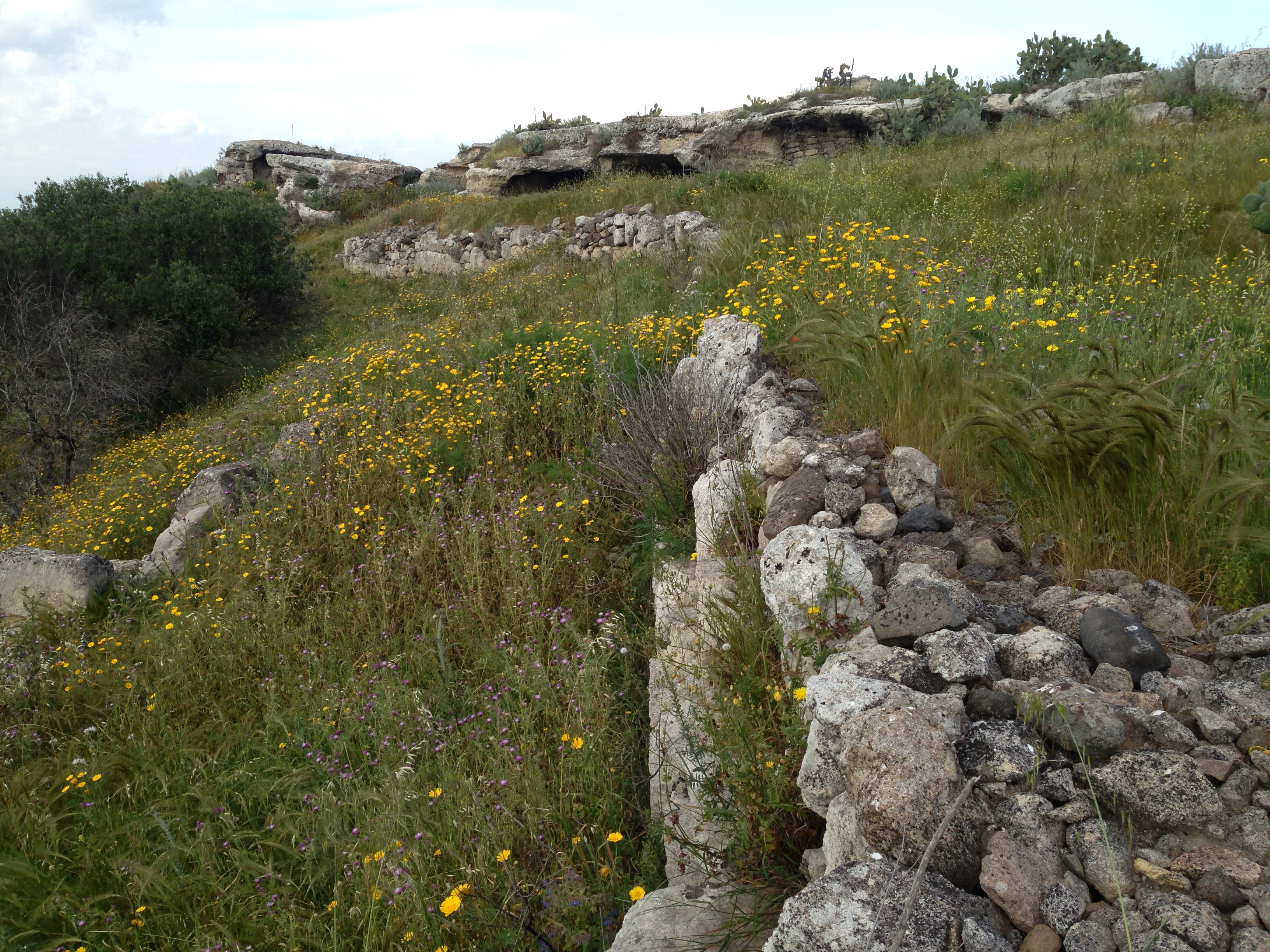
Fortificazioni
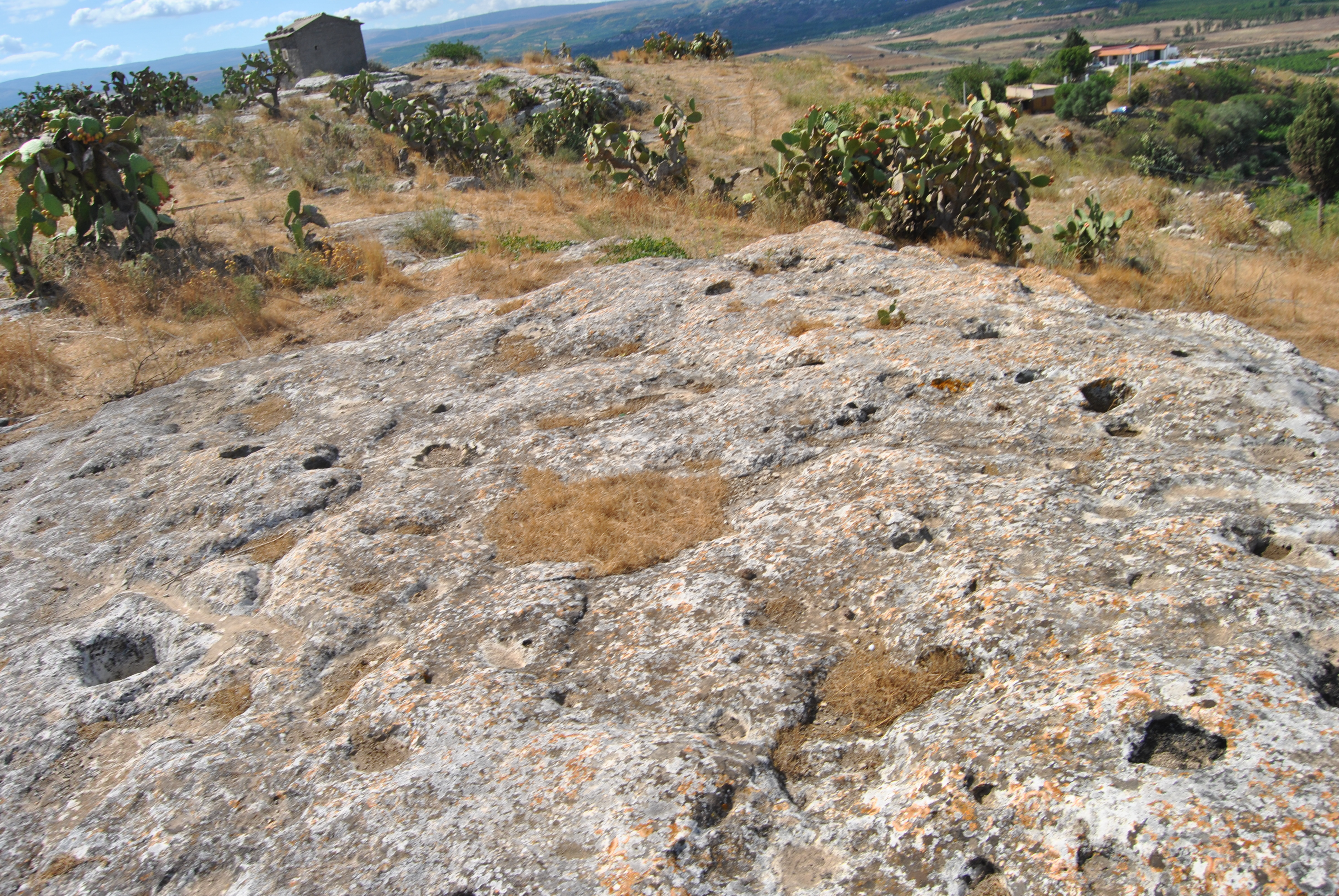
Buche delle vicine capanne di epoca preistorica
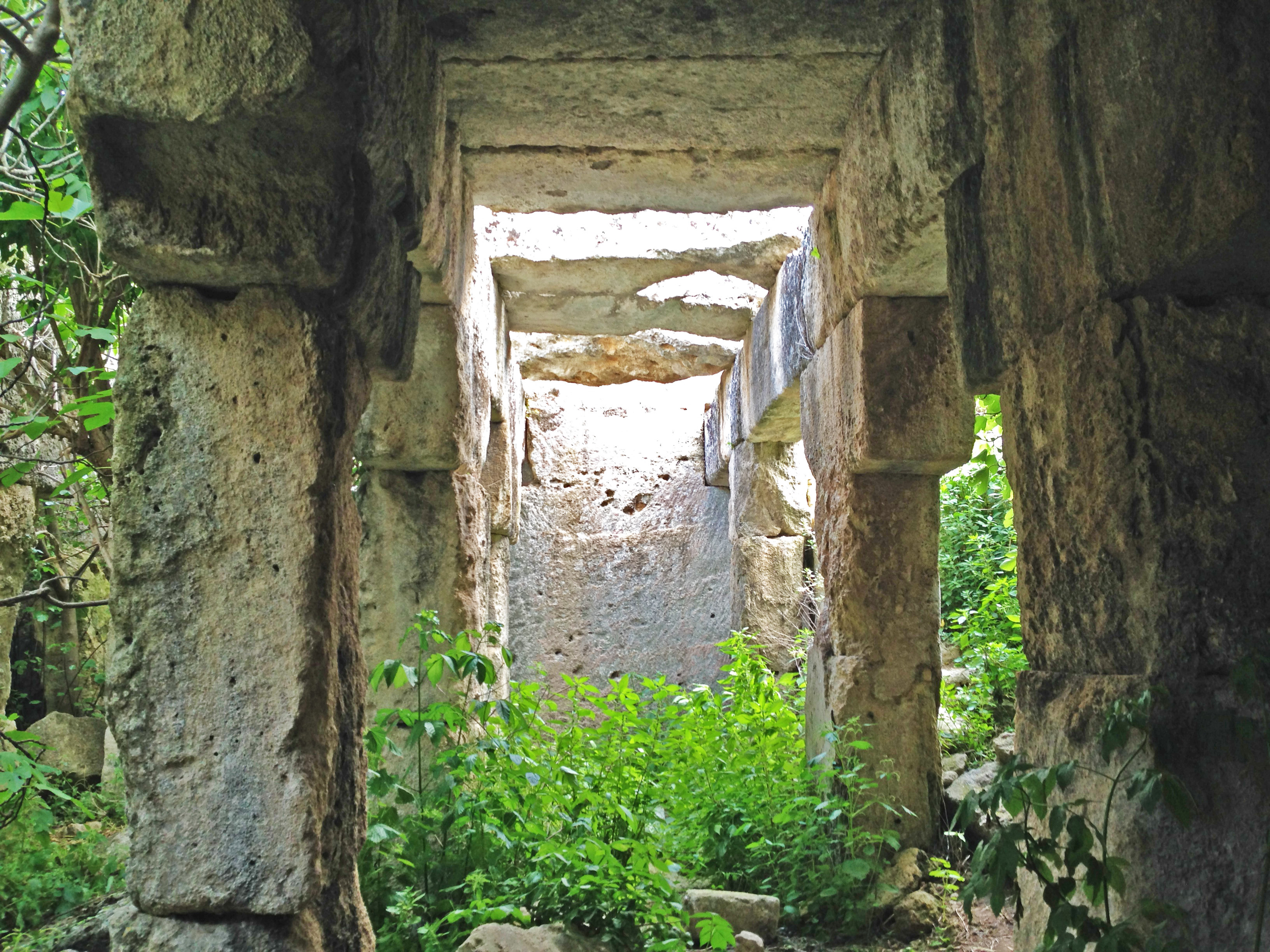
Prospettiva delle colonne da sotto
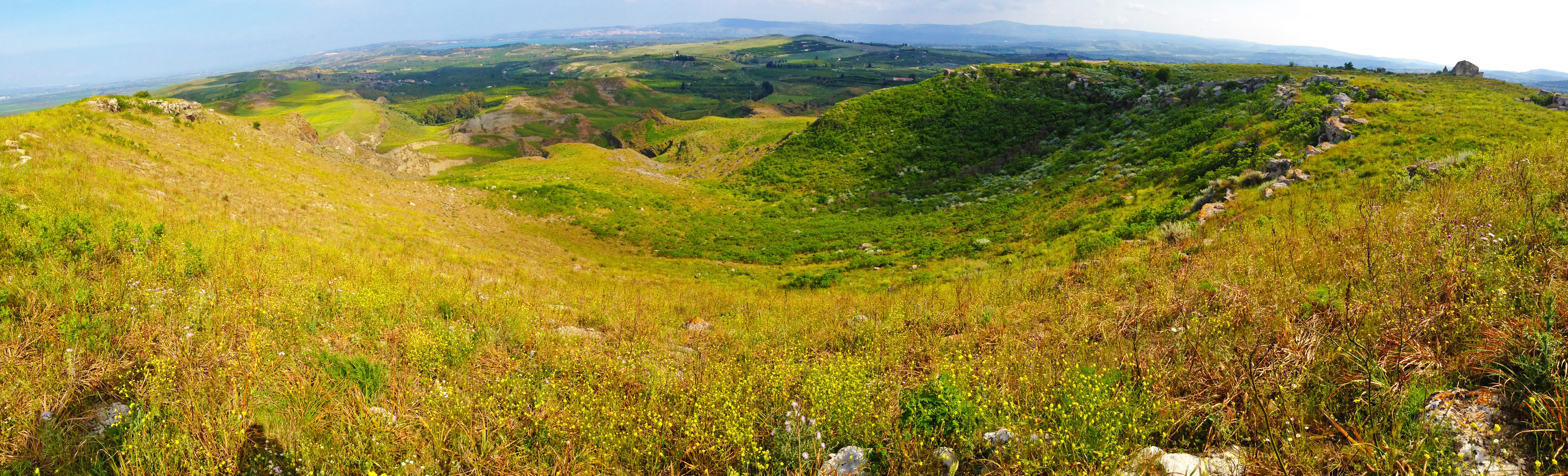
Panorama dal monte San Basilio